# Sociedad Latinoamericana de Ciencia y Tecnología Aplicada A. C. (México)
Sociedad Latinoamericana de Ciencia y Tecnología Aplicada A.C. o solacyt es una sociedad que se integra por varios movimientos que giraban en torno a la Educación que ahora confluyen con el objetivo de tener una plataforma multinacional de apoyo a Estudiantes, Profesores, Instituciones y Empresas de servicios educativos.
Los fundadores son profesionistas inmersos en el sector educativo, donde cada uno de ellos ha emprendido diferentes acciones para apoyar y propiciar un mayor avance de la Educación en Latinoamérica, solacyt tiene una plataforma multinacional de apoyo a Profesores, Estudiantes, Instituciones y Empresas de servicios educativos, Solacyt trata de fomentar la ciencia y tecnología en Latinoamérica a través de la capacitación, elaboración e implementación de programas y materiales didácticos, así como el desarrollo de concursos, ferias, seminarios entre otros.

## Eventos
Solacyt tienes diferentes evento que organiza para los diferentes grados escolares (Preescolar, primaria, secundaria, bachillerato y universidad) en la república mexicana así como en otros países de Latinoamérica como Brasil y Ecuador de cuales los eventos son:

### Olimpiadas de Información del Estado de Jalisco (OMIJAL)
Convoca a estudiantes de primaria a preparatoria con interés en la programación orientada al algoritmo, se participa en lo individual y los mejores representan al Estado en la Olimpiada Nacional de Informática, casi todos los estados cuentan con una olimpiada Estatal y la olimpiada Nacional se realiza por lo general en el mes de mayo.
El reto: Reciben estudiantes con interés en la computación pero solo algunos cuentan con conocimientos en programación, el gran retraso en general de Latinoamérica es que no se enseña programación (o al menos lógica) como se enseña a escribir oa leer.

### Proyecto Multimedia / Infomatrix Latinoamérica
Es un el evento número uno de Latinoamérica en proyectos de cómputo organizado por solacyt, que inició en 2004 con una exposición en un aula con 6 equipos, se abrió a estudiantes de jalisco el 2006 en ese entonces llamando "mando multimedia" y a partir del 2007 se llamó proyecto multimedia, que hoy en día tiene eliminatorias en 12 regiones de México, además de Colombia, Ecuador, Bolivia y Brasil, donde participan anualmente más de 1,000 proyectos estudiantiles de Ciencia, Tecnología y Emprendimiento.

### Robomatrix
Robomatrix es un Concurso de robótica, las diferentes categorías que son:
- Minisumo.
- Megasumo
- Legosumo
- Seguidor de línea.
- Laberinto
- Drones
- Reto Lego
- Robofut

Robomatrix nació en 2010 como una categoría del Concurso Proyecto Multimedia, pero creció muy rápido y en 2012 ya es un Concurso independiente que se realiza anualmente en diferentes ciudades de México, así como en Ecuador y Bolivia ,  se aceptan estudiantes de Secundaria a Universidad.
También se cuenta con el Concurso Robomatrix Junior que está dedicado a estudiantes de Primaria a Preparatoria

### Código Ciencia (COCO)
Código ciencia es un evento para los estudiantes que tiene interés en la investigación temprana, un evento donde el proyecto debe complementarse con el reporte, la bitácora, la entrevista, el prototipo, etc., toda una investigación que se presenta y se define ante evaluadores y comunidad científica.

### Verano Nacional Científico para Estudiantes Sobresalientes (VENCES)
Vences es un campamento para grupos de jóvenes que se hayan destacado en sus actividades académicas y extraescolares, que sean destacados e innovadores, donde verán talleres, cursos, visitas, exploraciones, foros, debates, etc.

### Siencyt
Siencyt es un seminario internacional en la enseñanza de la ciencia y la tecnología que se encuentran más de 10 docentes de diversos países y donde se trabaja áreas de interés general haciendo énfasis en el trabajo por proyectos y acompañamiento docente.

### Red de jóvenes Divulgadores
Es una iniciativa para dar seguimiento a los jóvenes que participan de solacyt que desean llevar su experiencia a otros jóvenes de su comunidad, guiarlos y apoyarlos, también se realiza actividades de servicio comunitario, talleres, apoyos en la organización de eventos, etc.
- Datos: Q30919006